# Řídký (przystanek kolejowy)
Řídký – przystanek kolejowy w miejscowości Řídký, w kraju pardubickim, w Czechach Znajduje się na wysokości 300 m n.p.m.

## Linie kolejowe
- 018 Choceň - Litomyšl